# Baldomero Bonet y Bonet
Baldomero Bonet y Bonet, químico español, nacido el 17 de octubre de 1857 en Castellserá (provincia de Lérida) y fallecido en Madrid el 9 de mayo de 1925.

## Biografía
Hijo de Pablo Bonet y Bonfill y de Teresa Bonet Guixá, nació en el seno de una familia de importantes científicos (era sobrino de Magín Bonet y Bonfill y de Francisco Bonet y Bonfill), estudió la carrera de farmacia y se doctoró en la Facultad de Farmacia de la Universidad de Madrid (actual Universidad Complutense de Madrid) en 1878.
Ingresó en el profesorado oficial con el cargo de profesor auxiliar de la facultad de farmacia en la Universidad de Barcelona por oposición en 1882, pasando en 1895 a desempeñar la cátedra de química inorgánica aplicada a la farmacia en la Universidad de Santiago de Compostela en 1895.
En 1897 se hizo cargo de la enseñanza de la asignatura de química orgánica en la facultad de farmacia de la Universidad de Barcelona, y finalmente pasó en 1899 a ocupar la cátedra de dicha asignatura en la Facultad de Farmacia de la Universidad de Madrid.

## Aportaciones científicas
Durante su vida científica publicó un procedimiento para obtener ácido clorhídrico puro partiendo del ácido sulfúrico arsenical; otro perfeccionando el de las farmacopeas para obtener cloruro de antimonio; otro interpretando los fenómenos que tienen lugar en la formación del tartrato ferril-potásico, según el procedimiento de Souberain.
Además, fue autor de un Plan de organización farmacéutica, aprobado por las asambleas farmacéuticas de Zaragoza de 1904 y de Valencia de 1909 y, finalmente, publicó un Tratado de Química Orgánica (serie acíclica, Barcelona, 1899), escrito con arreglo a las más modernas teorías de la época y siendo el primero que con tales características se publicó en español. Hablaba francés y alemán. Fue Presidente del Colegio de Farmacéuticos de Barcelona.

## Aportaciones políticas
También llevó a cabo una notable actividad política, militando en el Partido Liberal y ocupando el cargo de primer teniente de Alcalde del Ayuntamiento de Barcelona. Amigo personal de Manuel García Prieto, Gumersindo de Azcárate y de otros importantes miembros del Partido Liberal, también promovió la enseñanza de la mujer siendo importante miembro de la Asociación para la Enseñanza de la Mujer. Fue fundador y propietario del periódico Los Previsores del Porvenir, así como de su propio laboratorio farmacéutico. Fue socio del Ateneo de Madrid.

## Descendencia
Casado con Ramona Masana y Bonet, tuvo tres hijos: Daniel Bonet Masana, Juana Bonet Masana y Elena Bonet Masana. La tradición científica de su familia tendría continuación en su hijo Daniel Bonet Masana, también farmacéutico, y en sus nietos Faustino Cordón Bonet, farmacéutico y biólogo, Baldomero Quirós Bonet (ingeniero de Telecomunicación) y Mariana Bonet Giménez, farmacéutica.